# Jänkävaara
Jänkävaara är en kulle i Finland.   Den ligger i den ekonomiska regionen  Tornedalens ekonomiska region  och landskapet Lappland, i den norra delen av landet, 700 km norr om huvudstaden Helsingfors. Toppen på Jänkävaara är 200 meter över havet.
Terrängen runt Jänkävaara är huvudsakligen platt.Runt Jänkävaara är det mycket glesbefolkat, med 2 invånare per kvadratkilometer.